# Pak (nép)
A Pak Szaporítók és a Pak Oltalmazók Larry Niven Ismert Űr univerzumának két kitalált életformája. A faj Oltalmazó formája egy peramorfotikus átalakulás eredménye, melyet a Szaporítókban egy Életfa néven ismert növény fogyasztása indít el.

## A Pak faj
A Pak faj egy a Galaxis központjához közeli bolygón fejlődött ki. A magban a magas háttérsugárzási szint komoly mutációkat okoz, melyek destabilizálják az evolúció folyamatát. Emiatt a Pak kifejlesztett egy mechanizmust, amely kiküszöböli a populációból a veszélyes mutációkat. A mechanizmus az Oltalmazó állapot.
A Pakok három fejlődési szakaszon mennek keresztül: Gyermek, Szaporító, Oltalmazó.
A Pak Gyermekek szexuálisan éretlenek és Szaporító szüleik gondozzák.
A Pak Szaporítók szexuálisan érett, intelligencia nélküli, értelem alatti főemlősök, nagyjából azonosak a Homo habilis-szel. A szaporodóképes kor vége felé a Pak Szaporítók vágyódni kezdenek egy gyökérfajta fogyasztására, amely egy, az Oltalmazóvá való átalakulást kiváltó szimbióta vírust tartalmaz.
A Pak Oltalmazók rendkívül érzékenyek a közeli rokonaik szagára, és "kigyomlálják" azokat, akik rossz szagúak, amely egy lehetséges veszélyes mutációra utalhat. Ez a gyomlálás a pozitív mutációkat is elpusztítja, így szó szerint megakasztotta a Pak evolúciót. Az Oltalmazók teljesen értelmesek, sokkal értelmesebbek az embernél, "gyémánttisztaságú" gondolatokkal. Sajnos ez a felsőbbrendű intelligencia csak a Pakoknak a faj tisztaságát mindenáron fenntartó ösztöneit szolgálja, és háborúkat, tömeggyilkosságokat és fajirtásokat eredményez.

## Az Életfa
Az Életfa egy bozótfajta, amelynek szaga a kb. 35. életévüket el nem ért Szaporítók számára közömbös vagy kellemetlen. Ezen életkor után a szag hirtelen ellenállhatatlanná válik. A Szaporító felfalja a gyökeret, ezzel megfertőzi magát a szimbióta vírussal, amely a gyökérben él, és megkezdődik az átalakulás. Az ehhez szükséges kor-ablak viszonylag szűk. Ha a Szaporító akár csak pár évvel is idősebb, a vírus inkább elpusztítja az egyedet. (Ez a Pak anyabolygón nem fordul elő, mivel az Életfa mindenütt jelen van az egész bolygón). Még ha túlkorosak is, az emberszerű Szaporítók ellenállhatatlanul vonzódnak a gyökér szagához.
Az Életfa fogyasztását követően a Pak Szaporítók (és leszármazottaik, például az emberek) az Oltalmazó formává alakulnak: megváltozik a testfelépítés, bőrszerű páncélt növesztenek, amely akár a kést is eltéríti. Az ízületek megdagadnak, amíg az egyed az emberi test "görögdinnye- és kókuszdió-paródiájává" válik. Ez lehetővé teszi az izmok nagyobb erőkifejtését az erőkar megnövelése által: az Oltalmazó saját súlyának tízszeresét is felemelheti. A nemi szervek eltűnnek, és egy második, kétkamrás szív alakul ki az ágyékban. Az ujjkörmök visszahúzható karmokká alakulnak. A fogak kihullanak, az ajkak összeolvadnak: az eredmény egyfajta csontos csőr. Az agy hatalmas méretűvé nő: a létrejövő elme, még ha értelem nélküli is a kiindulási egyed, sokkal intelligensebb lesz, mint az ember. 
A Pak vagy Pak-eredetű Oltalmazó intelligenciája függ a kiinduló Szaporító szintjétől. Az értelmes Szaporítóból általában intelligensebb Oltalmazó lesz, mint az értelem nélküli Szaporító fajból származónak. Az emberből kifejlődő Oltalmazónak felfoghatatlanul nagy lesz az intelligenciája (Louis Wu "gyémántprecizitású", tiszta elméről beszél, szemben a Szaporítók "zavarosságával"). A Szaporító szőrzete kihullik, a fej csontos tarajt növeszt, hogy védje a frissen megnövekedett koponyát. A Pak Oltalmazók hosszú életűek, akár több tízezer évig is elélnek. Azonban a legtöbb Oltalmazó a többiekkel vívott harc közben esik el, így az öregkor következtében beálló halál ismeretlen a Pak kultúrában.
Ha az átalakulás befejeződött, az Oltalmazónak rendszeresen fogyasztania kell az Életfa gyökerét, hogy a vírusszintet fenntarthassa szervezetében. A vírus nélkül az Oltalmazó elgyengül és meghal. Az Oltalmazók a gyökérrel korlátlan ideig életben maradhatnak; bár akármilyen étel alkalmas a fogyasztásra, az Életfa-gyökér mindig az étrendjük része.

## Az Oltalmazó viselkedése
A Pak Oltalmazók ösztönös szükségletüknek érzik a családjukból származó közeli rokonok védelmét (innen a nevük). Családtagjaikat szagukról ismerik fel és ösztönösen a Szaporító rokonok érdekeit védik. Az Oltalmazók egymás között véres harcokat vívnak a területért és az erőforrásokért, ezek a harcok gyakran egész Pak családok kihalásához vezetnek. A védendő Szaporítók nélkül maradt Oltalmazók általában beszüntetik a táplálkozást és hamar éhen halnak, bár néhányuk az egész Pak faj örökbe fogadásával elkerülte ezt a sorosot, ők az egész faj érdekeit szolgálják.
Hihetetlenül fejlett intelligenciájával az Oltamazó mindig megtalálja az adott feltételek között a legjobb megoldást a problémákra. Ha a megoldás a család érdekeit szolgálja, ösztönösen aszerint cselekszik. Emiatt az Oltalmazóknak nem igazán van az emberi értelemben vett szabad akaratuk. A Pak Oltalmazók ösztönösen idegengyűlölők és harciasak, képtelenek elvont morális elvek betartására, végtelenül kegyetlenek a más családból származó fajtársaikkal és más fajok tagjaival szemben (bár ez alól kivétel a teljes Pak fajt örökbe fogadó Oltalmazó). A különféle családból való Oltalmazók csak addig működnek együtt, amíg a család érdeke úgy kívánja, így a Pak anyabolygó folyamatos háborúk színtere.
Az emberi eredetű Oltalmazó hajlandó olyan akciókra, amit Szaporító formájában taszítónak talált. Például Jack Brennan, aki emberből lett Oltalmazó, hidegvérű fajirtásra is hajlandó: egy régen elfeledett gyilkosságra adott aránytalan válaszul (amely során a primitív Marslakók legyilkolták egy emberi expedíció tagjait) kivétel nélkül kiirtja a Marslakókat. A Brennan-Oltalmazó számára egyértelmű, hogy a Marslakók egy megszüntetendő fenyegetést jelentenek. Hasonló módon kegyetlen az Otthon nevű emberi kolóniával is; ezt a bolygót egy genetikailag módosított Életfa-variációval fertőzte meg, hogy gyermektelen emberi Oltamazók hadát állíthassa szembe egy támadó Pak flottával.
Niven sok mindent megmagyaráz az ARM viselkedéséről a Jövő Történetében, például hogy az ARM-ot talán egy Oltalmazó vezeti és hogy a serkfűszer az Életfa egy változata lehet.

## A Pakok és az Emberiség
Az Emberiség egy a Földön 2 és fél millió évvel ezelőtt leszállt Pak Szaporító kolónia leszármazottja. Az Oltalmazók, akik a kolóniahajót építették, kihaltak, amikor az Életfa-ültetvények kipusztultak. Az Életfa-vírusnak a talajból tallium kell a fennmaradáshoz, ám a Földön ez ritka elem. Emiatt az összes földi Pak Oltalmazó sok ezer évvel ezelőtt kihalt, lehetőséget adva ezzel az eredeti Pak Szaporító forma (Homo habilis) számára, hogy a modern emberiséggé (Homo sapiens) fejlődjön. A többi földi főemlős (úgymint a gorillák, csimpánzok és az orangutánok) szintén az eredeti Pak kolónia leszármazottai, ők is képesek Oltalmazóvá fejlődni a vírus hatására.
Széles körben elfogadott nézet, hogy a Gyűrűvilág a Pak Oltalmazók műve. Ezt alátámasztja  A Gyűrűvilág gyermekei egyik szereplőjének állítása, mely szerint ő az eredeti Építők egyike. Az Oltalmazók egyre fogyatkoztak, míg nem voltak már elegen a faj Szaporító formájának tisztán tartásához, így azok idővel más gyűrűvilági emberfajokká fejlődtek.